# Joseph Pidcock
Joseph (Joe) Pidcock (Leeds, 20 maart 2002) is een Brits wielrenner. Hij is de jongere broer van tweevoudig Olympisch kampioen mountainbiken Tom Pidcock.

## Carrière
In mei 2024 won Pidcock de slotrit in de Ronde van de Isard.
In 2025 werd Pidcock prof bij Q36.5 Pro Cycling Team, in navolging van zijn broer Tom. Zijn debuut voor de ploeg maakte hij in de Grote Prijs Castellón, die hij niet uitreed.

## Overwinningen
2025
5e etappe Ronde van de Isard

### Resultaten in voornaamste wedstrijden
|      | \| Jaar \| Parijs-Roubaix \| \| ---- \| -------------- \| \| 2025 \| buit.tijd \| |
| Jaar | Parijs-Roubaix                                                                    |
| 2025 | buit.tijd                                                                         |

## Ploegen
- 2021 –  Equipe continentale Groupama-FDJ
- 2022 –  Equipe continentale Groupama-FDJ
- 2023 –  Trinity Racing
- 2024 –  Trinity Racing
- 2025 –  Q36.5 Pro Cycling Team